# Old Trafford
Old Trafford är en fotbollsarena i Manchester och Manchester Uniteds hemmaarena med en publikkapacitet på 75 811 åskådare. Arenan är Englands näst största fotbollsarena, efter Wembley Stadium. Arenan har varit Uniteds hemmaarena sedan 1910, undantaget åren 1941 till 1949 då den fick stora skador under andra världskriget till följd av tyskarnas bombningar. Under denna period spelades matcherna på Maine Road vilket var de lokala rivalernas Manchester City hemmaplan. Old Trafford har sedan dess byggts upp igen och kallas idag för The Theatre of Dreams, Drömmarnas teater, ett uttryck som Manchester United-spelaren Sir Bobby Charlton myntade. Arenans publikrekord på 76 962 åskådare sattes under FA Cupens semifinal mellan Wolverhampton Wanderers FC och Grimsby Town FC säsongen 1939. Även Premier Leagues publikrekord är från Old Trafford och sattes när Manchester United mötte Blackburn Rovers 31 mars 2007. 76 098 åskådare var på plats när Manchester United vann med 4–1.Arenan är klassificerad som en 4 arena av UEFA.
Arenan har en egen järnvägsstation, Manchester United Football Ground, vid vilken tågen stannade endast på matchdagar fram till 2017. Därefter stängdes stationen av säkerhetsskäl.

## Historia

### Byggnation och de tidiga åren

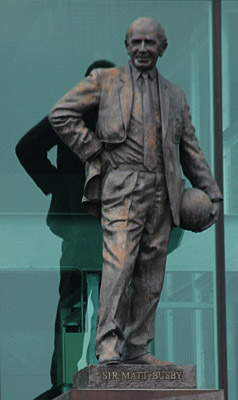
Statyn föreställande Sir Matt Busby.

Före 1902 hette Manchester United Newton Heath och de spelade på North Road och senare på Bank Street. Båda arenorna höll usel standard med ett underlag som kunde variera mellan grusplan och sumpmark. Klubbens nytillträdde ordförande John Henry Davies tyckte inte att Bank Streets plan var duglig för ett lag som nyss hade vunnit högsta ligadivisionen och FA Cupen, så han donerade pengar till klubben så att de skulle kunna bygga en ny arena. John Henry Davies letade själv runt i Manchester efter en lämplig plats, innan han bestämde sig för att bygga arenan vid Bridgewaterkanalen, norr om Warwick Road i Greater Manchester, Trafford.
Arenan formgavs av den skotska arkitekten Archibald Leitch som redan hade ritat ett flertal andra arenor. Det var ursprungligen tänkt att arenan skulle ha plats för 100 000 åskådare med sittplatser på den södra läktaren under tak och med ståplatsläktare utan tak på de andra tre sidorna. Inklusive tomten budgeterades det för 60 000 £ att bygga arenan. Under byggnationen ökades kostnaderna och det skulle krävas 30 000 £ extra för att nå upp till 100 000 platser i arenan. Efter ett förslag från klubbsekreteraren John Bentley beslutade man att reducera platserna till 80 000.
I maj 1908 skrev Archibald Leitch ett brev till järnvägsbolaget Cheshire Lines Committee (CLC) - som hade en rangerbangård alldeles intill den föreslagna platsen för arenan - i ett försök att övertala dem om ett lånebidrag till byggandet av huvudläktaren vid sidan av järnvägsspåret. Bidraget skulle uppgå till 10 000 £, som skulle betalas tillbaka med 2 000 £ per år under fem års tid eller hälften av biljettintäkterna från huvudläktaren varje år tills lånet betalats tillbaka. Trots garantier för lånet av klubben själv och två lokala bryggerier ägda av klubbens ordförande John Henry Davies, sade Cheshire Lines Committee nej till förslaget.  CLC planerade att bygga en ny järnvägsstation med anslutning till arenan, man förväntade sig 2 750 £ i intäkter från tågbiljetter varje år, vilket skulle kompensera kostnaden på 9 800 £ för att bygga stationen. Stationen som fick namnet Trafford Park, byggdes till slut längre ner på spåret än vad som ursprungligen hade planerats. CLC byggde senare en ny liten station med träperrong som hade direkt anslutning till arenan som öppnades 21 augusti 1935. Den fick först namnet United Football Ground, men bytte namn på våren 1936 till Old Trafford Football Ground. Stationen var bara öppen under matchdagar och betjänades av ånglok som sattes in mellan stationen och Manchesters centralstation. Stationen heter idag Manchester United Football Ground och var bara öppen under matchdagar.2017 stängdes stationen av säkerhetsskäl.
Arenan byggdes av firman Messrs Brameld och Smith of Manchester och stod färdig sent 1909. Invigningsmatchen spelades den 19 februari 1910 mellan Manchester United och Liverpool FC. Manchester United förlorade matchen med 3–4. En journalist som rapporterade om arenan efter matchen sade såhär om arenan "the most handsomest [sic!], the most spacious and the most remarkable arena I have ever seen. As a football ground it is unrivalled in the world, it is an honour to Manchester and the home of a team who can do wonders when they are so disposed" ungefär: den snyggaste, rymligaste och mest anmärkningsvärda arena jag någonsin har sett. Som fotbollsarena saknar den motstycke i världen, det är en ära för Manchester och hemmaplan för ett lag som när de är benägna kan göra underverk.
Innan byggandet av Wembley Stadium 1923 spelades FA-cupfinalen runt om på Englands arenor, inklusive Old Trafford. Den första finalen som hölls på Old Trafford var ett returmöte mellan Bradford City och Newcastle United år 1911. Den första matchen som hölls på Crystal Palace National Sports Centre slutade mållös även efter övertid och därför spelades ett returmöte på Old Trafford. Där gjordes matchens enda mål gjordes av Jimmy Speirs för Bradford City, vilket resulterade i en FA-Cup vinst för Bradford City. 58 000 åskådare var på plats och såg matchen. Arenans andra FA-Cup final spelades 1915 mellan Sheffield United och Chelsea. Sheffield United vann matchen med 3–0 inför nästan 50 000 åskådare, de flesta från militären vilket gav 1915 års final smeknamnet "the Khaki Cup Final", ungefär Kaki-finalen. Den 27 december 1920 spelades den match med högst åskådarantal i en av Manchester Uniteds ligamatcher innan andra världskriget när 70 504 åskådare såg United förlora med 3–1 mot Aston Villa. Arenan var värd för sin första internationella match senare under det årtiondet när England förlorade med 1–0 mot Skottland inför 49 429 åskådare den 17 april 1926. Arenans publikrekord sattes den 25 mars 1939 då 76 962 åskådare såg FA-Cup Semifinalen mellan Wolverhampton Wanderers och Grimsby Town, ett rekord som fortfarande står sig.

### Bombningen under andra världskriget
År 1936 takbekläddes en del av åskådarplatserna för första gången när ett 73 meter långt tak upp över läktaren United Road, nu kallad Sir Alex Fergusons läktare, under en renovering som kostade 35 000 £. Old Traffords södra hörn takbekläddes sedan år 1938. När andra världskriget bröt ut användes Old Trafford av militären som förråd. Man fortsatte att spela fotboll på Old Trafford men efter en tysk bombattack vid Trafford Park den 22 december 1940 skadades arenan så att en match under juldagen mot Stockport County fick flyttas till deras hemmaplan istället. Fotbollen återupptogs på Old Trafford den 8 mars 1941, men ännu en tysk bombattack den 11 mars 1941 förstörde mycket av arenan, mestadels huvudläktaren, nuvarande södra läktaren och klubbens verksamhet fick flytta till Cornbrook Cold Storage, som ägdes av Uniteds dåvarande ordförande James W. Gibson Efter påtryckningar av Gibson beviljade War Damage Commission klubben 4 800 £ för att ta bort krigsspillror från arenan och 17 478 £ för att återuppbygga läktarna. Under återuppbyggandet av Old Trafford spelade Manchester United sina hemmamatcher på lokalrivalen Manchester Citys hemmaplan, Maine Road för en kostnad på 5 000 £ per år samt en andel procent av Uniteds biljettintäkter. Klubben hade nu en skuld på 15 000 £ till Manchester City, parlamentsledamoten Ellis Smith vädjade förgäves till regeringen att ge United mer pengar i kompensation för skadorna. Old Trafford var åter redo att tas i bruk 1949, utan tak, utan att en enda ligamatch hade spelats på arenan på nästan 10 år. Manchester Uniteds första match på den återuppbyggda arenan spelades den 24 augusti 1949 då 41 748 åskådare fick se hemmalaget besegra Bolton Wanderers med 3–0.

### Återuppbyggandet slutförs
1951 sattes återigen ett tak in över huvudläktaren, kort därefter fick även de tre andra läktarna tak, projektet avslutades 1959 då Stretford End, nuvarande västra läktaren, fick tak som sista läktare på Old Trafford. Klubben investerade även 40 000 £ på ordentliga strålkastare så att de skulle kunna använda arenan i europamatcher som spelades sent på eftermiddagarna på helger. Dessa hade därför spelats på Maine Road. För att undvika skuggor från taken på planen togs taket bort från två sektioner på huvudläktaren. Den första matchen som spelades på arenan med strålkastarljus var den 25 mars 1957 mellan United och Bolton Wanderers.
Men även om åskådarna nu kunde se spelarna i klart ljus även på kvällen så återstod problemen med pelarna som stödde taken samtidigt som de blockerade utsikten över planen från läktaren. Medan världsmästerskapen 1966 i England närmade sig, beslutade Uniteds styrelse att helt göra om United Road läktaren. De gamla pelarna som stödde taken skulle tas bort från United Road läktaren och ersättas med konsoltak, ungefär "skärmtak", det vill säga utan pelare som sticker ner bland läktarna och därmed skymmer sikten, samtidigt som den skulle utökas så att den tog in 20 000 åskådare, 10 000 sittplatser och 10 000 ståplatser framför, för en kostnad på 350 000 £. Arkitekterna för den nya läktaren blev Mather & Nutter som sedermera köptes upp av arenaarkitekterna Atherden Fuller. De ändrade på hela planlösningen för läktaren, där framme var det som en terrass för ståplatser och bakom den var det ett stort antal sittplatser. De införde även de första VIP-boxarna på en brittisk fotbollsarena. Den östra läktaren byggdes om så att den skulle vara uppbyggd på samma sätt 1973. Med två läktare ombyggda med skärmtak, tog nu klubbens ägare fram en långsiktigt plan för att göra desamma med de två resterande läktarna och förvandla arenan till en skålliknande arena. En sådan ombyggnad menade han skulle öka atmosfären på arenan genom att förstärka ljudet av supportrarna så att det centreras till planen där spelarna får en extra boost av det. Samtidigt var arenan värd för sin tredje FA-Cup final genom tiderna, 62 078 åskådare såg returmötet mellan Celsea och Leeds United 1970, Chelsea vann finalen med 2–1. Arenan var även värd för returmötet i finalen i mässcupen 1968, där Estudiantes de La Plata vann cupen genom att spela 1–1 mot United. Under 1970-talet var det en dramatisk ökning av fotbollshuliganism i Storbritannien, och efter en incident där en person kastat in en kniv på planen 1971 tvingades klubben att sätta upp stängsel runt Old Traffords plan. Det blev det första staketet i landet som sattes upp mellan åskådare och planen.

### Konvertering till sittplatser

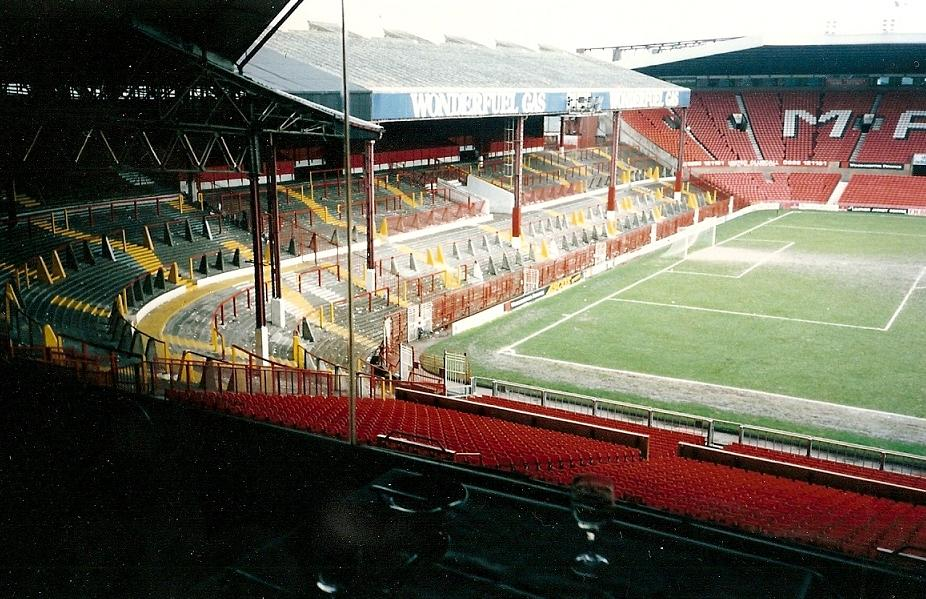
Stretford End innan ombyggnationen i de tidiga 1990-talet.

Till följd av varje förbättring på arenan sedan andra världskriget sjönk kapaciteten inne i arenan stadigt. Vid 1980-talet hade kapaciteten sjunkit från 80 000 till ungefär 60 000 platser. Kapaciteten sjönk ytterligare inne på arenan, efter att Taylor-rapporten rekommenderade regeringen att förbjuda ståplatssektioner inne på arenan. Regeringen beslutade då att alla arenor i de två högsta ligorna skulle konvertera sina ståplatssektioner till sittplatser. Detta betydde att de planer som skulle kosta 3-5 miljoner £ för att ersätta läktaren Stretford End med en helt ny läktare inte blev av; det var tänkt att den nya läktaren endast skulle inneha ståplatser. Den nya läktaren skulle även ha konsoltak som resten av arenan redan hade. Men på grund av Taylor-rapporten fick man ändra planerna drastiskt. Man tvingades istället till en ombyggnation av arenan, där man bland annat tog bort de tre terrasserna längst fram vid läktaren. Detta gick upp till en kostnad av 10 miljoner £ samtidigt som arenan fick den lägsta kapaciteten den haft i historien, och den tog då endast 44 000 åskådare. Klubben meddelades 1992 att man bara skulle få 1,4 miljoner £ av möjliga 2 miljoner £ från Football Trust som en kompensation för kostnaderna vid ombyggnationen.

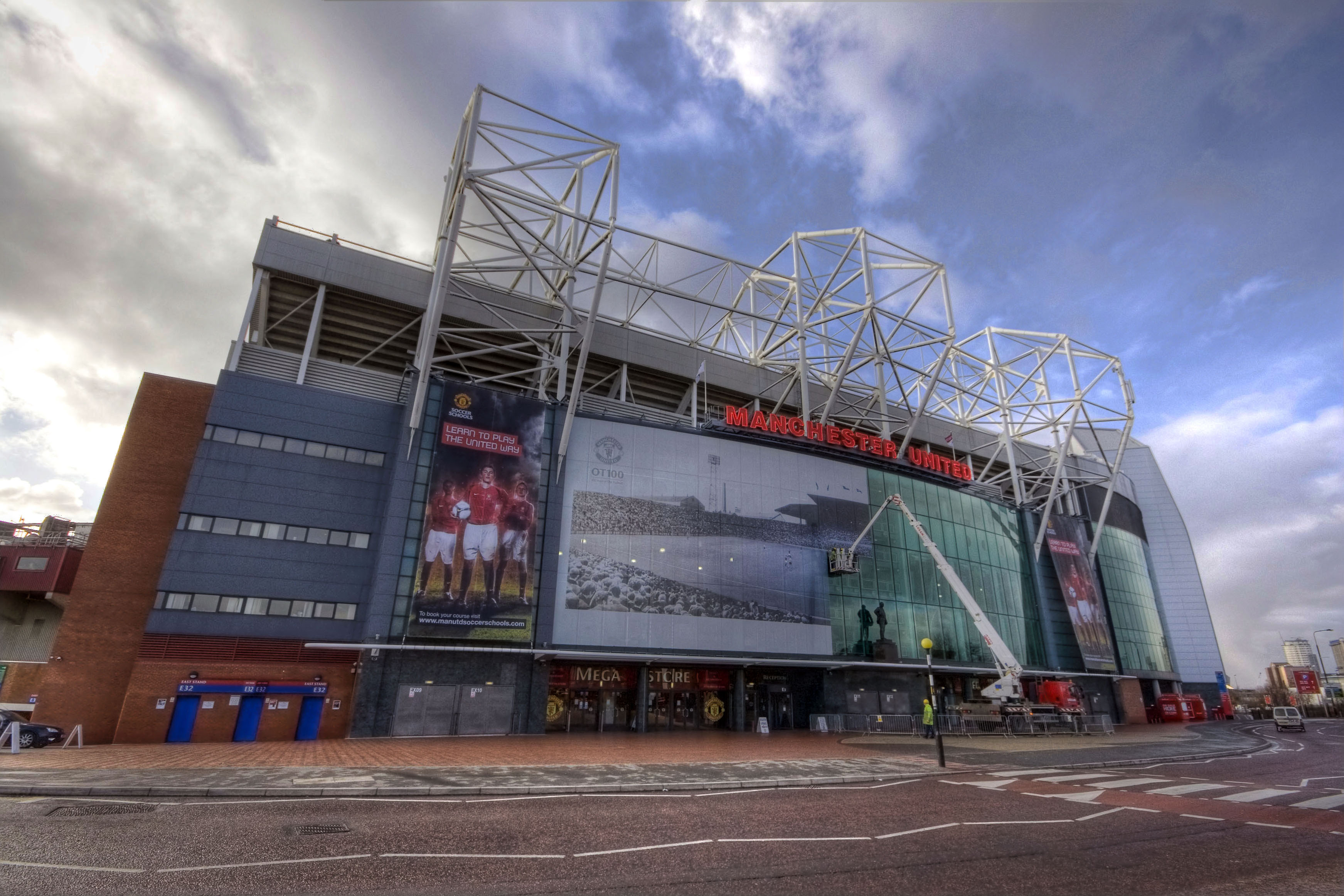
Det ombyggda East Stand öppnande i januari säsongen 2000/01.

Till följd av klubbens framgångar och tillväxt i popularitet under de tidiga 1990-talet var arenan tvungen att utvecklas ännu mer. År 1995 revs den 30 år gamla "North Stand" (norra läktaren). Man började kvickt arbetet med en ny läktare, som var tvungen att stå klar tills Europamästerskapet 1996 då arenan skulle stå värd för tre gruppspelsmatcher – en kvartsfinal och en semifinal. I mars 1995 köpte klubben "Trafford Park", ett 20 hektar (81 000 m²) stort område utanför United Road för 9,2 miljoner £. Bebyggelsen på platsen påbörjades i juni samma år och var färdigbyggd i maj 1996; det var dock endast ett av de tre etagen på läktaren som var öppen den första säsongen med den nya läktaren. Den nya 3-etageläktaren, designad av Atherden Fuller med Hilstone Laurie som bygg- och projektchef och med Campbell Reith Hill som byggnadsingenjörer, kostade  klubben 18,65 miljoner £. Den tog in 25 500 åskådare, vilket ökade hela arenans kapacitet till över 55 000. Arenans konsoltak var det största i hela Europa och mätte 58,5 meter från den bortre väggen till framsidan.
Då framgångarna inte avtog utvecklades arenan ytterligare. Först och främst byggde man till ett andra etage på East Stand vilket öppnades i januari 2000. Arenans kapacitet låg då på ungefär 61 000 fram tills öppnandet av West Stands andra etage, vilket ökade kapaciteten till 68 217. Arenan var nu inte bara den största klubblagsarenan i England, utan var nu störst i hela Storbritannien. Old Trafford stod tre år senare värd för sin första stora Europeiska klubblagsfinal, nämligen Uefa Champions League finalen 2003 mellan Milan och Juventus. 
Mellan 2001 och 2007, under och efter ombyggnationen av Wembley Stadium, var Englands landslag tvungna att spela sina matcher någon annanstans än på Wembley. Under den tiden turnerade laget runt i England och spelade sina matcher på arenor från Villa Park i Birmingham till St James' Park i Newcastle. Mellan 2003 och 2007 stod Old Trafford värd för 12 av Englands 23 hemmamatcher, vilket var fler än någon annan arena. Den sista internationella matchen som spelades på Old Trafford var Englands förlustmatch mot Spanien den 7 februari 2007. Matchen spelades inför 58 207 åskådare.

### Expansionen 2006

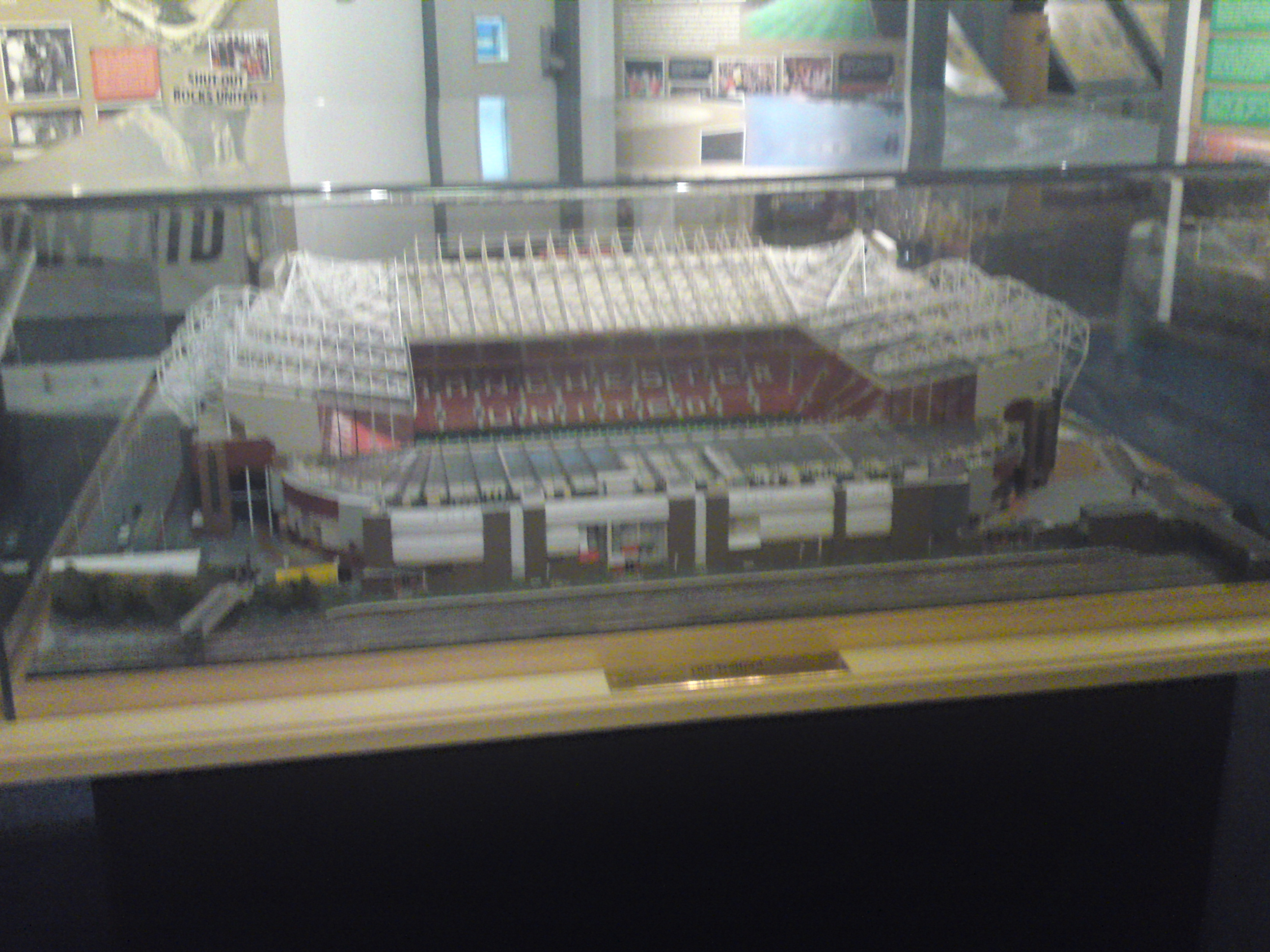
Den av Peter Oldfield-Edwards skapade miniatyren av arenan som står på klubbens egna museum.

Den senaste expansionen av arenan skedde mellan juli 2005 och maj 2006. Arenans kapacitet utökade då med omkring 8 000 platser, sedan man byggt på ett andra etage på hörnen vid nordöstra och nordvästra läktarna. Delar av de nya platserna användes för första gången den 26 mars 2006 då totalt 69 070 åskådare befann sig på arenan, vilket innebar nytt rekord för Premier League. Rekordet slogs flera gånger på Old Trafford fram tills den 31 mars 2007 då 76 098 åskådare såg United vinna över Blackburn Rovers med 4–1 och då endast 114 platser på arenan var tomma.
År 2009 omorganiserades sittplatserna vilket ledde till att 225 sittplatser försvann. Arenan fick då en maximal kapacitet på 75 957, vilket betydde att klubbens publikrekord på hemmaplan kommer att stå sig åtminstone tills arenan expanderas nästa gång.

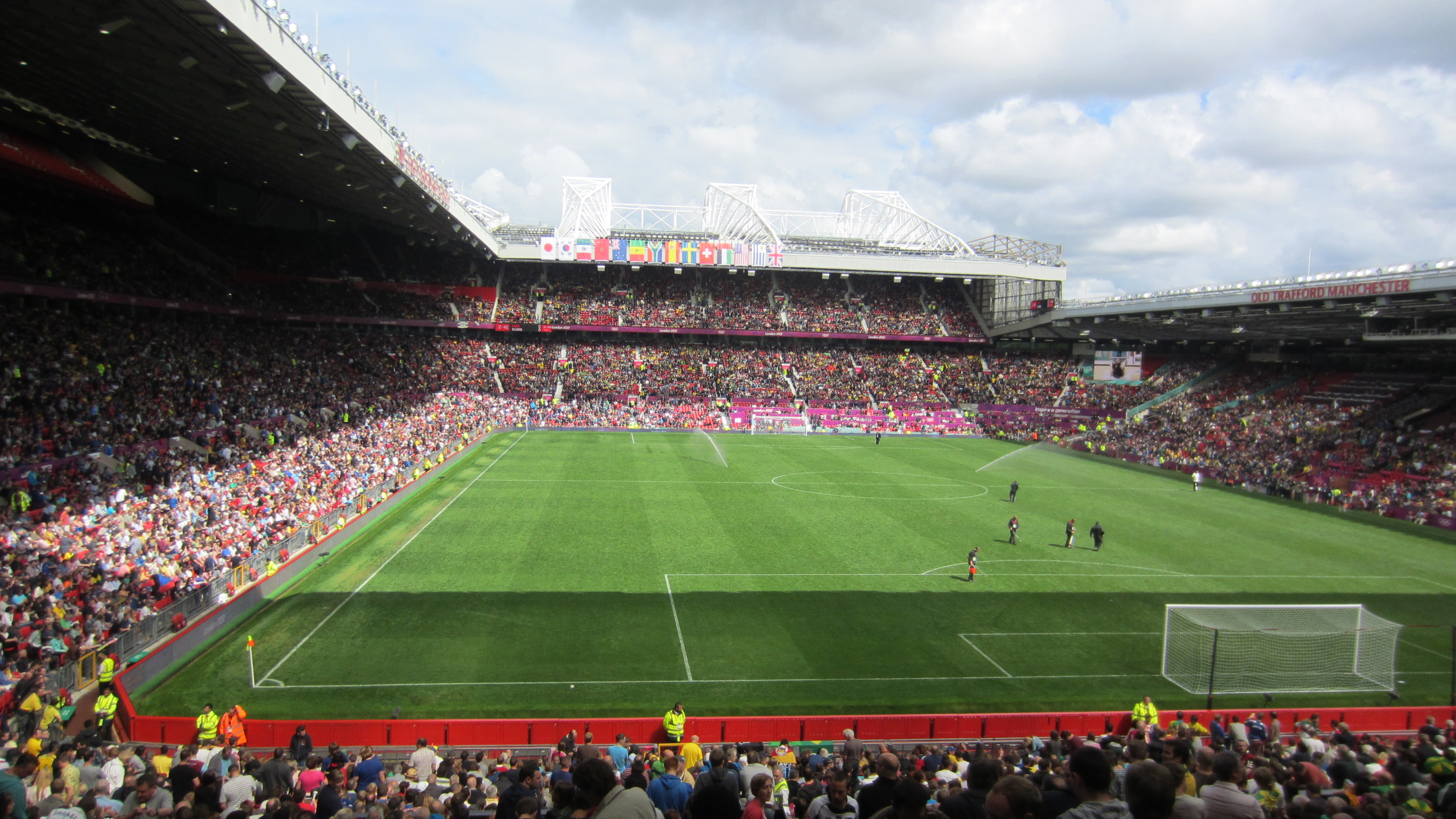
Old Trafford under en match i de Olympiska Sommarspelen 2012.

Old Trafford firade 100 år den 19 februari 2010. Som ett erkännande av firandet drev Manchester Uniteds officiella hemsida en kampanj där man belyste 100 olika minnesvärda ögonblick från arenans historia i 100 dagar, fram tills årsdagen.  Från dessa 100 ögonblick så valdes 10 av dessa ut av en panel bestående av klubbstatistikern Cliff Butler, journalisten David Meek och de före detta spelarna Pat Crerand och Wilf McGuinness. På självaste Old Trafford hölls en konsttävling för skolelever från tre lokala skolor där målet var att skapa sina egna skildringar av arenan i det förflutna, nutid och framtid. De vinnande bidragen hängdes upp i familjeläktarens gångar. De vinnande bidragen tillkännagavs den 22 februari av konstnären Harold Riley.  En utställning som handlar om arenan öppnades den 19 februari i klubbens egna museum av den förre målvakten Jack Crompton och VD:n David Gill. Utställningen belyste arenans historia och inkluderar minnessaker från arenan i tiden, även ett matchprogram till invigningsmatchen på arenan och en handgjord miniatyr skapad av Peter Oldfield-Edwards. Slutligen så fick alla på Uniteds hemmamatch mot Fulham den 14 mars en varsin kopia av matchprogrammet från invigningsmatchen och i halvtid så var det släktingar från alla spelare som deltog i invigningsmatchen på plats såväl som släktingar till klubbens dåvarande ordförande John Henry Davies och arenaarkitekten Archibald Leitch för att begrava en tidskapsel med minnessaker vid huvudtunneln.  Det var endast släktingar till Billy Meredith och Dick Duckworth som inte befann sig på plats.
Old Trafford var en av de fem fotbollsarenor som användes vid Olympiska sommarspelen 2012.  Arenan stod värd för fem gruppspelsmatcher, en kvartsfinal och en semifinal i herrarnas turnering. I damernas turnering stod arenan värd för en gruppspelsmatch och en semifinal, detta var de första internationella dammatcherna som spelades på arenan.
Old Trafford var även en av arenorna under damernas EM 2022..

## Struktur och faciliteter

Ritning över arenan, de skuggade läktarna är till för bortasupportrar.

Den gamla arenan Old Traffords plan är omringad av fyra stora läktare med endast sittplatser, officiellt kända som Sir Alex Ferguson (norra), East, South och West Stands. Alla läktare förutom South Stand har 2 etage. South Stand har endast ett etage på grund av byggrestriktioner. Det nedersta etaget på varje läktare är uppdelat i två sektioner, den nedre och den övre sektionen. De nedre sektionerna var tidigare ståplats innan det bestämdes att läktare i England endast skulle bestå av sittplats. 

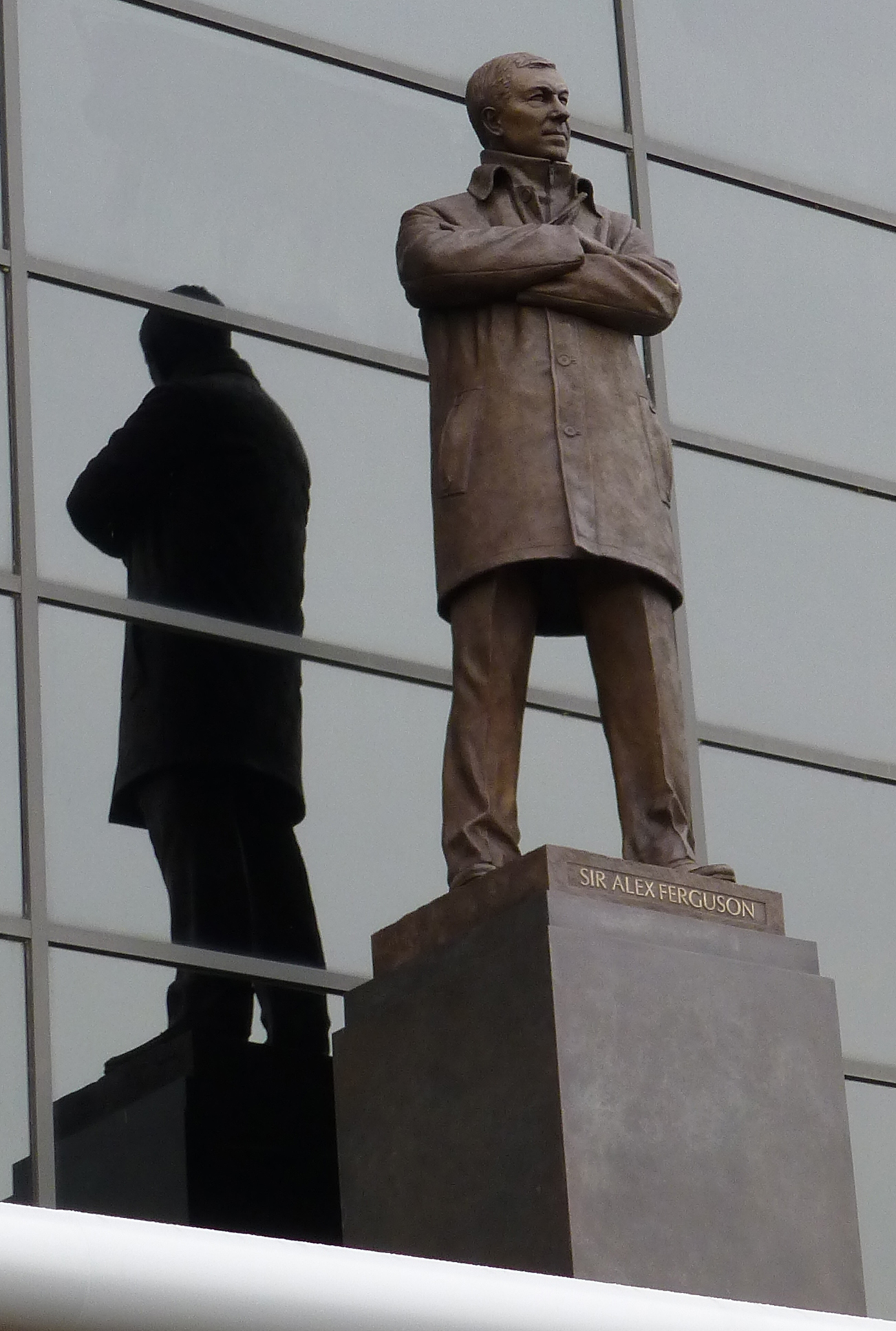
Statyn över Sir Alex Ferguson restes den 24 november 2012.

Sir Alex Ferguson Stand, tidigare känd som United Road stand och North Stand, är belägen längs United Road. Läktaren har tre etage och har plats för ungefär 26 000 åskådare, den största av alla läktare på arenan. Läktaren har även ett antal loger och liknande. Läktaren öppnades för första gången i sin nuvarande skepnad år 1996, dessförinnan var det endast ett etage på läktaren. Då det är arenans huvudläktare så finns även några av arenans populäraste besöksmål belägna på läktaren, bland annat Red Café en restaurang med Manchester United tema, Manchester Uniteds egna museum med troférummet. Vid öppnandet av museet 1986 så var museet det enda av sitt slag i världen, museet var först beläget på det sydöstra hörnet av arenan men flyttade till den nyrenoverade huvudläktaren 1988. Museet återöppnades av Pelé den 11 april 1998 och har sedan dess gått från 192 000 besökare 1998 till över 300 000 besökare 2009. North Stand döptes den 5 november 2011 om till Sir Alex Ferguson Stand för att hedra tränarens 25 år i klubben. Den 23 november 2012 restes en 2,7 meter stor staty av Ferguson, skapad av Philip Jackson, för erkännandet att Alex Ferguson varit klubbens tränare under längst period av alla.
Mittemot Sir Alex Ferguson Stand så står South Stand, tidigare så var det arenans huvudläktare. Trots att läktaren endast består av ett etage så innehar den de allra finaste logerna och VIP-gäster som ser på matcherna befinner sig på denna läktare. Folk som arbetar med media runtomkring matchen sitter på South Stands övre sektion för att ge dem bästa överblicken av matchen. De allra flesta TV-kameror befinner sig även dem på South Stand, så South Stand är läktaren som visas minst på tv. TV-studiorna är belägna på bägge ändarna av South Stand, klubbens egna TV-station, MUTV, har sin studio på den östra änden och andra TV-stationer såsom BBC och Sky på västra änden.
Spelarbåsen står framför South Stand och mellan de olika lagens bås så är den gamla spelartunneln som användes fram till 1993. Den gamla spelartunneln är den enda delen som står kvar oberörd från arenans öppnande 1910. Den 6 februari 2008 döptes tunneln om till Munich Tunnel, för 50-årsdagen av flygolyckan i München. Spelartunneln som idag används är belägen i det sydvästra hörnet av arenan, det är även räddningstjänsternas ingång till arenan. Om stora fordon eller liknande måste tillträda arenan så kan platserna över tunneln höjas upp med 7,6 meter. Tunneln leder spelarna till omklädningsrummen via intervju zoonen och spelarnas lounge.
Den kanske mest kända läktaren på arenan är West Stand, även känd som Stretford End. Traditionellt är det härifrån de kanske mest trogna supportrarna ser matchen, det är även här Uniteds klack sitter. Läktaren designades från början för att kunna ha en kapacitet på 20 000 åskådare, det var även den sista läktaren utan tak på arenan och den sista läktaren med ståplats innan man på tidiga 1990-talet var tvungna att konvertera läktaren till sittplats. Konverteringen till sittplats skedde säsongen 1992/93 och utfördes av firman Alfred McAlpine. När det andra etaget byggdes till läktaren år 2000 så flyttade många supportrar från den gamla "K Stand" till det nya etaget, de bestämde sig tidigt för att hänga flaggor och banderoller längst fram på etaget. Då Stretford End är så ingrodd i Manchester Uniteds kultur så fick den gamla spelaren Denis Law smeknamnet "King of the Stretford End" och det står nu en staty över Denis Law på den övre sektionen av etaget.
Manchester Uniteds souvenir shop har varit beläget på sex olika ställen sedan öppnandet av shoppen. Från början så var det endast en liten stuga vid järnvägen utanför arenan. Shoppen flyttades sedan till South Stand och sedan till ett hus som senare skulle bli klubbens merchandise kontor. Då klubbens popularitet ökade i det tidiga 1990-talet fick shoppen flytta igen, denna gång till West Stand. Det var nu inte en liten shop längre, utan nu var det en 'megashop'. Alex Ferguson öppnade affären den 3 december 1994. Den senaste flytten skedde i de sena 1990-talet, då West Stand behövde utrymme för att bygga ett nytt etage, vilket betydde att megashoppen måste rivas. Shoppen flyttade till en tillfällig plats mittemot East Stand innan den fick ett 1 600 m2 stort område vid det nyexpanderade East Stand år 2000. Platsen som affären ligger på ägs dock av Uniteds tröjtillverkare, Nike, som även driver affären.
East Stand var arenans andra läktare som fick konsoltak, följt av Sir Alex Ferguson Stand. Läktaren är även känd som Scoreboard End, detta på grund av att resultattavlan hängde på läktaren tidigare. East Stand kan för tillfället ta in nästan 12 000 åskådare och är platsen för arenans rullstolsbesökare och bortasupportrar. Ett experiment som innebar att bortasupportrarna istället fick se matchen från Sir Alex Ferguson Stands tredje etage genomfördes säsongen 2011/12, men då resultaten av experimentet inte kunde bekräftas i tid så fick bortasektionen återgå till East Stand igen. Sektionen för de rullstolsburna besökarna tar in uppemot 170 rullstolar och fria platser för någon som hjälper dessa.

### Bokreferenser
- Barnes, Justyn; Bostock, Adam; Butler, Cliff; Ferguson, Jim; Meek, David; Mitten, Andy; Pilger, Sam; Taylor, Frank OBE;  et al. (2001). The Official Manchester United Illustrated Encyclopedia. London: Manchester United Books. ISBN 0-233-99964-7
- Brandon, Derek (1978). A–Z of Manchester Football: 100 års of Rivalry. London: Boondoggle
- Butt, R.V.J. (1995). The Directory of Railway Stations. Patrick Stephens. ISBN 1-85260-508-1
- Inglis, Simon (1996) [1985]. Football Grounds of Britain (tredje upplagan). London: CollinsWillow. ISBN 0-00-218426-5
- James, Gary (2008). Manchester – A Football History. Halifax: James Ward. ISBN 978-0-9558127-0-5
- McCartney, Iain (1996). Old Trafford – Theatre of Dreams. Harefield: Yore Publications. ISBN 1-874427-96-8
- Mitten, Andy (2007). The Man Utd Miscellany. London: Vision Sports Publishing. ISBN 978-1-905326-27-3
- Murphy, Alex (2006). The Official Illustrated History of Manchester United. London: Orion Books. ISBN 0-7528-7603-1
- Rollin, Glenda; Rollin, Jack (2008). Sky Sports Football årbook 2008–2009. London: Headline Publishing Group. ISBN 978-0-7553-1820-9
- White, John (2007). The United Miscellany. London: Carlton Books. ISBN 978-1-84442-745-1
- White, John D. T. (2008). The Official Manchester United Almanac (första upplagan). London: Orion Books. ISBN 978-0-7528-9192-7